# Wischnjowka (Kaliningrad, Gurjewsk)
Wischnjowka (russisch Вишнёвка, deutsch Blöstau) ist ein Ort in der russischen Oblast Kaliningrad. Er gehört zur kommunalen Selbstverwaltungseinheit Stadtkreis Gurjewsk im Rajon Gurjewsk.

## Geographische Lage
Wischnjowka liegt 18 Kilometer nordöstlich von Kaliningrad (Königsberg) und westlich der Kommunalstraße 27K-286, die bei Konstantinowka (Konradswalde) von der Regionalstraße 27A-024 (ex A190) abzweigt und in nördliche Richtung zur Kommunalstraße 27K-080 führt. Die nächste Bahnstation ist Bajewka 1 (Kuikeim) an der Bahnstrecke Kaliningrad–Sowetsk (Königsberg–Tilsit).

## Geschichte
Das einst Blöstau genannte Gutsdorf wurde 1363 gegründet. Im Jahr 1874 wurde es in den neu errichteten Amtsbezirk Kuggen (heute russisch: Perwomaiskoje) eingegliedert und gehörte zum Landkreis Königsberg (Preußen) – 1939–1945 Landkreis Samland – im Regierungsbezirk Königsberg der preußischen Provinz Ostpreußen. 1895 zählte das kleine Dorf 26 Einwohner. Zehn Jahre später gab Blöstau seine Eigenständigkeit auf und wurde in die Landgemeinde Molsehnen (russisch: Kosmodemjanskoje) eingemeindet.
Im Jahr 1945 kam Blöstau mit dem nördlichen Ostpreußen zur Sowjetunion. Im Jahr 1947 erhielt der Ort die russische Bezeichnung Wischnjowka und wurde gleichzeitig dem Dorfsowjet Kosmodemjanski selski Sowet im Rajon Gurjewsk zugeordnet. Von 2008 bis 2013 gehörte Wischnjowka zur Landgemeinde Dobrinskoje selskoje posselenije und seither zum Stadtkreis Gurjewsk.

## Kirche
Blöstau war mit seinen fast ausnahmslos evangelischen Einwohnern bis 1945 in das Kirchspiel Jaroslawskoje (Schönwalde) eingepfarrt. Es gehörte zum Kirchenkreis Königsberg-Land II innerhalb der Kirchenprovinz Ostpreußen der Evangelischen Kirche der Altpreußischen Union. Heute liegt Wischnjowka im Einzugsbereich der evangelisch-lutherischen Gemeinde in Marschalskoje (Gallgarben), einer Filialgemeinde der Auferstehungskirche in Kaliningrad (Königsberg) innerhalb der Propstei Kaliningrad der Evangelisch-lutherischen Kirche Europäisches Russland.

## Predigerseminar der Bekennenden Kirche
Die sich „Bekennende Kirche“ nennende Oppositionsbewegung gegen die von den Deutschen Christen beeinflusste Deutsche Evangelische Kirche unterhielt in Blöstau von 1935 bis 1937 ein illegales Predigerseminar, das wie auch das in Jordan (Neumark) von dem vorher in Riga tätigen Theologen Hans Joachim Iwand (1899–1960) bis zum staatlichen Verbot geleitet wurde.